# Gestippelde glasvleugelwants
De gestippelde glasvleugelwants (Rhopalus maculatus) is een wants uit de familie glasvleugelwantsen (Rhopalidae). De soort werd voor het eerst wetenschappelijk beschreven door Franz Xaver Fieber in 1836.

## Uiterlijk
De gestippelde glasvleugelwants is roodbruin, vaak bijna rood. Het achterlichaam is roodachtig geel tot roodbruin. Het connexivum (aan de zijkant zichtbare deel achterlijf) heeft een ronde stip op elk segment. Net als bij de meeste andere wantsen uit de familie is hij behaard en is van het hemi-elytrum (de deels verharde voorvleugel) het corium (het middelste deel van de voorvleugel) transparant.. De lengte is 7,5 – 8.2 mm.

## verschillen tussen de op elkaar lijkende soorten uit het genusRhopalus
- Geblokte glasvleugelwants (Rhopalus subrufus): Heeft een connexivum, dat verdeeld is in zwarte en witte blokken. Een wit uiteinde van het scutellum.
- Bruinrode glasvleugelwants (Rhopalus parumpunctatus): Ook het connexivum is roodbruin (of soms geelbruin of zelfs groenachtig). Soms met zwarte vlekken, maar die kunnen ook ontbreken.
- Gestippelde glasvleugelwants (Rhopalus maculatus): Het connexivum heeft een ronde stip op elk segment.

## Verspreiding en habitat
De gestippelde glasvleugelwants komt voor in Europa en Siberië, maar ontbreekt in het noorden van Groot-Brittannië en Scandinavië. Deze soort leeft in vochtige gebieden zoals vennen, natte weiden, natte velden met veel kruidachtige planten.

## Leefwijze
De gestippelde glasvleugelwants leeft fytofaag op een groot aantal verschillende soorten voedselplanten en zuigt vooral op de vruchten, zaden. De volwassen wantsen worden op verschillende planten aangetroffen. Bijvoorbeeld op kale jonker (Cirsium palustre), basterdwederik (Epilobium spp.) en kattenstaart (Lythrum spp.). In Midden-Europa is echter de wateraardbei (Potentilla palustris) de belangrijkste voedselplant voor zowel de imago’s als de nimfen.
De volwassen wants overwintert op drogere plekken in graspollen, mosbedden en bladrozetten. Paringen zijn er in mei en juni. De nieuwe generatie imago’s verschijnt in augustus en september. Er is één generatie per jaar.